# Melisenda de Jerusalén
Melisenda I de Jerusalén (1105-11 de septiembre de 1161) fue reina de Jerusalén de 1131 a 1153.
Melisenda era la hija mayor del rey Balduino II de Jerusalén y de la princesa armenia Morfia de Melitene. Recibió el nombre de su abuela paterna, Melisenda de Montlhéry, esposa de Hugo I, conde de Rethel. Tuvo tres hermanas menores: Alicia, princesa de Antioquía; Hodierna, condesa de Trípoli y Ioveta, abadesa de San Lázaro en Betania.

## Herencia
Melisenda era la heredera de la dinastía reinante en Jerusalén. En la época, rara vez una monarca ejercía su poder. Algunas de las contemporáneas de Melisenda fueron Urraca de León y Castilla (1080-1126), Matilde de Inglaterra (1102-1169) y Leonor de Aquitania (1121-1204). Pero la autoridad de Melisenda no se transmitió a su hijo, sino que fue independiente de él, como escribió Guillermo de Tiro: reseditque reginam regni potestas penes dominam Melisendem, Deo amabilem reginam, cui jure hereditario competebat («el gobierno del reino quedó en poder la señora reina Melisenda, una reina amada por Dios, pues se lo transfirió por derecho sucesorio»). Melisenda no fue una simple reina regente (en nombre de su hijo Balduino III), sino una reina que reinó como tal, por derecho sucesorio y civil.
Durante el reinado de su padre, ella era filia regis et regni Jerosolimitani haeres («hija del rey y heredera del reino de Jerusalén») y como tal tenía precedencia sobre otros nobles y clérigos en el ceremonial. Con el tiempo, aparece cada vez más a menudo asociada con su padre en la documentación oficial (monedas, concesión de feudos y correspondencia diplomática). Balduino educó a su hija como una sucesora capaz y ella disfrutó del apoyo de la Haute Cour, el consejo real que reunía a la nobleza y el clero del reino.
Pero Balduino también calculó que había que casarla con un poderoso aliado, que protegiese y defendiese su herencia y a sus futuros herederos. Buscó un consorte para su hija, no un rey-consorte que ejerciese de rey, y eligió a Fulco V de Anjou, un famoso cruzado y jefe militar (que a través de un hijo de su primer matrimonio, Godofredo V de Anjou, llegaría a ser en el futuro abuelo de Enrique II de Inglaterra). Durante las negociaciones matrimoniales, Fulco insistió en ser gobernante a la par que Melisenda y Balduino aceptó su petición, pues Fulco era relativamente rico (incluso para ser cruzado) y proveería de tropas y experiencia militar a la defensa del reino. Melisenda dio a luz un heredero en 1130, el futuro Balduino III. Balduino II designó a Melisenda única tutora del niño, excluyendo a Fulco.
Tras la muerte de Balduino II en 1131, Melisenda y Fulco ascendieron al trono como gobernantes conjuntos. Sin embargo, con el apoyo de sus cruzados, Fulco excluyó a Melisenda de la posibilidad de conceder títulos, reduciendo públicamente su autoridad. Este trato dado a la reina irritó a los miembros de la Haute Cour, cuyo propio poder resultaría erosionado si Fulco seguía dominando así el reino.

## Intrigas palaciegas

Asia menor y los reinos cruzados hacia 1140

Las diferencias entre marido y mujer resultaron un adecuado instrumento político en manos de Fulco, que las usó en 1134 al acusar a Hugo II de Le Puiset, conde de Jaffa, de ser el amante de Melisenda. Hugo era el barón más poderoso del reino y muy leal a la memoria de Balduino II. Su lealtad se extendía a Melisenda, aunque el propio Hugo, por estricta sucesión masculina, tenía un mayor derecho al trono. Era primo de Melisenda y miembro de la familia real. Las fuentes contemporáneas, como Guillermo de Tiro, hacen caso omiso de esta infidelidad, y señalan que Fulco en realidad estaba favoreciendo a los nuevos cruzados llegados de Anjou, en perjuicio de los cruzados ya establecidos en el reino. Si Melisenda hubiese sido realmente culpable, ni la Iglesia ni la nobleza habrían apoyado luego su causa.
Hugo se alió con la ciudad musulmana de Ascalón y pudo hacer frente a una ejército que se envió en su contra. Pero no pudo mantener tal posición indefinidamente. Su alianza con Ascalón le costó el apoyo en la corte. El patriarca de Jerusalén negoció la paz, y Hugo fue exiliado por tres años. Poco después tuvo lugar un intento fallido de asesinato contra Hugo, que se atribuyó a Fulco o a su partido. Esto fue suficiente para que la facción de la reina desafiase abiertamente a Fulco. Los partidarios de la reina, a través de una especie de golpe de palacio, vencieron a Fulco y desde 1135 su posición se vio cada vez más debilitada. Guillermo de Tiro relata que Fulco «ya no trató de tomar la iniciativa, ni siquiera en asuntos menores, sin el conocimiento de la reina». Los esposos se reconciliaron en 1136 y nació un segundo hijo, Amalarico. Cuando Fulco murió en un accidente de caza en 1143, Melisenda lo lloró pública y privadamente. La victoria de Melisenda fue total: de nuevo aparece concediendo títulos, feudos, cargos, favores regios y perdones, además de reunir el consejo.

## Patronazgo de la Iglesia y de las artes
Melisenda contó con el apoyo de la Iglesia a lo largo de toda su vida. En 1138 fundó el gran convento de San Lázaro en Betania, que su hermana menor regiría como abadesa, dotándolo de las ricas tierras del llano de Jericó. También concedió grandes riquezas al Santo Sepulcro, Nuestra Señora de Josafat, el Templum Domini, la orden del Hospital, el hospital de San Lázaro y a los premostratenses de San Samuel.
En algún momento entre 1131 y 1143, encargó el llamado “Salterio de Melisenda”: a pesar de la influencia bizantina e italiana en la iluminación, los artistas que participaron en su elaboración muestran un claro y distintivo estilo propio de Jerusalén. En el segundo cuarto del siglo XII, Jerusalén contaba con un floreciente y famoso scriptorium, capaz de realizar los encargos reales de máxima calidad.

## La Segunda Cruzada
En 1144 el condado de Edesa se encontraba asediado en una guerra fronteriza que amenazaba su supervivencia. Melisenda acudió en su ayuda, enviando un ejército liderado por el condestable del reino Manases de Hierges, Felipe de Milly y Elinando de Bures. Raimundo de Antioquía hizo caso omiso de la llamada en ayuda, pues sus fuerzas estaban ocupadas en su propia guerra contra los bizantinos en Cilicia. A pesar de todo, Edesa cayó.
Melisenda pidió ayuda al Papa, y se convocó una Segunda Cruzada. La expedición estaba liderada por el rey de Francia Luis VII y el emperador germánico Conrado II. Junto a Luis venía su mujer, Leonor de Aquitania, y sus propios nobles vasallos.
En 1148 se reunieron en Acre los cruzados para establecer la estrategia de ataque. Conrado y Luis aconsejaron a un joven Balduino III, de 16 años, atacar la ciudad-estado musulmana de Damasco, aunque Melisenda, Manases y Leonor querían tomar Alepo, lo que ayudaría a reconquistar Edesa. En la reunión se decidió atacar Damasco. Sin embargo, esta ciudad estaba en buenas relaciones diplomáticas con Jerusalén, y existía entre ellas un tratado de paz. El resultado de esta ruptura fue que Damasco no volvería a confiar jamás en Jerusalén.

## Madre e hijo
La relación de Melisenda con su hijo era compleja. Como madre conocería a su hijo y sus capacidades, pues se sabe que siempre estuvo muy próxima a él. Como gobernante, posiblemente le costó ceder capacidad de decisión a un joven inexperto. En cualquier caso, no hubo presión política o social para que se transfiriese autoridad a Balduino antes de 1152, aunque éste alcanzó la mayoría de edad en 1145. Balduino III y Melisenda habían sido coronados como co-gobernantes el día de Navidad de 1143. Esta coronación conjunta fue similar a la de la propia Melisenda con su padre en 1128, y puede que refleje una tendencia corriente a coronar al heredero en vida del monarca reinante, como sucedía en otros reinos de la época.
Balduino fue educado para ser un jefe militar. Sin embargo, hacia los 24 años sentía que ya podía hacerse cargo de alguna responsabilidad de gobierno. Hasta entonces, Melisenda sólo le había asociado al gobierno en raras ocasiones. Entre 1150 y 1152 creció la tensión entre madre e hijo, cuando Balduinó culpó a Manases de alejarle de su madre. La crisis llegó a su culmen a comienzos de 1152, cuando Balduino pidió al patriarca Fulco de Jerusalén que le coronase en el Santo Sepulcro, sin la presencia de Melisenda. El patriarca no aceptó. En protesta, Balduino representó una procesión por las calles de la ciudad con una corona de laureles, en una especie de auto-coronación.
Balduino y Melisenda decidieron dejar la decisión en manos de la Haute Cour, que decidió que Balduino gobernase el norte del reino y Melisenda las zonas más ricas de Judea y Samaria, así como la propia ciudad de Jerusalén. La decisión evitaba la guerra civil, pero dividía los recursos del reino. La Iglesia y los barones de Judea y Samaria apoyaron claramente a Melisenda.
A pesar de todo, ni Balduino ni Melisenda consideraban que la solución fuese perfecta. Pero en lugar de buscar un nuevo compromiso, a las pocas semanas Balduino mandó una invasión del reino de su madre. Tomó con rapidez Nablus y Jerusalén cayó fácilmente. Melisenda con su hijo menor Amalarico y otros buscó refugio en la torre de David. La mediación de la Iglesia entre madre e hijo supuso la concesión de la ciudad de Nablus y sus tierras a Melisenda de por vida, y el juramento solemne de Balduino de mantener la paz. Melisenda había “perdido” la guerra civil con su hijo, pero mantuvo gran influencia y evitó ser recluida en un convento de por vida.

## Retiro
Para 1153 madre e hijo se había reconciliado. Desde la guerra civil, Balduino había dado muestras de gran respeto por su madre. Las relaciones de Melisenda, con su hermana Hodierna y su sobrina Constanza de Antioquía implicaban que tenía influencia directa en el norte de Siria, una conexión muy valiosa desde que el propio Balduino había roto el tratado con Damasco en 1147. Melisenda siguió actuando en política. Desde 1154 vuelve a aparecer asociada a su hijo. En 1156 firma un tratado con los pisanos. En 1157 tomó el-Hablis en Transjordania, mientras Balduino estaba en el norte.

## Muerte
En 1161 Melisenda sufrió un infarto cerebral: su memoria resultó muy dañada y no pudo seguir tomando parte en los asuntos de gobierno. Sus hermanas acudieron a cuidarla hasta su muerte el 11 de septiembre de 1161.